# Hydromanicus dohrni
Hydromanicus dohrni is een schietmot uit de familie Hydropsychidae. De soort komt voor in het Oriëntaals gebied.